# 淘金山隧道
淘金山隧道位于昌福线夏茂－三明北区间，全长8093米，开工于2007年11月23日，是向莆铁路的先行工程之一，总造价2.955亿元。2008年10月隧道掘进1792米，2009年6月隧道掘进4435米，整个隧道工程已完成55%，2010年4月26日隧道顺利贯通。
淘金山隧道在昌福铁路上的位置请见Template:昌福铁路RDT。